# Melldala naturreservat
Melldala är ett naturreservat i Skövde kommun i Västra Götalands län.
Området har varit skyddat sedan 1990 och är 12 hektar stort. Det ligger 1,5 km söder om Timmersdala på en  västsluttning från kalkstenskleven på Nordbillingens kalkstensplatå ned till slättmarkerna runt sjön Lången.

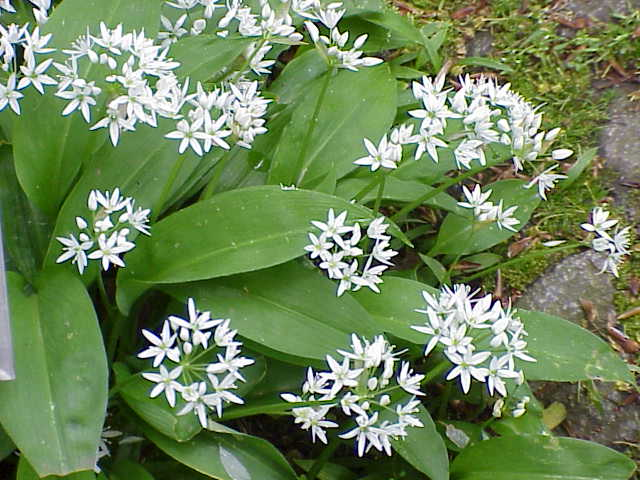
Ramslök

Reservatet består i stort av en före detta löväng, som nu vuxit igen till en ädellövskog, med ask och alm. 
Berggrunden utgörs av sedimentbergarterna kalksten, alunskiffer och sandsten. Endast kalkstenen går i dagen på några ställen. Grundvattnet är kalkhaltigt och i kärr har kalk fällts ut och bildat kalktuff. Den kalkhaltiga marken ger en rik flora och i området kan man finna svalört, vårlök, gulsippa, lundviol och ramslök.  Kalktuffen, källkärren och källbäckarna i norr hyser arter som skogsknipprot, brudsporre, flugblomster, kärrknipprot, hårstarr, krissla, backskafting, slankstarr, ängsvädd och källgräs.
Området har även en intressant moss- och lavflora. Den sällsynta kalktuffmossan har hittats.
Naturreservatet ingår i EU:s ekologiska nätverk av skyddade områden, Natura 2000. 